# 鱉一
鳖一（α Tel / 望远镜座α）是望远镜座的最亮星，视星等3.51。托勒密把它放在南冕座里，但是在18世纪被拉卡伊移入新创造的望远镜座。视差测量它距离地球278光年。
该星比太阳大很多，估计质量为5.6太阳和3.8太阳半径。该星的恒星分类为B3V，亮度分类'V'代表这是一个主序星，核心正在进行氢聚变。鳖一是个很亮的恒星，有将近1000太阳光度，表面温度16,700K，散发出蓝白色的光芒。
该星可能是属于慢脈動B型變星的变星。投影恒星自转速度14km/s，对于这种类型的恒星相当缓慢，代表它的极区可能是对着我们。